# Al-Thabitiyah
Al-Thabitiyah (tiếng Ả Rập: الثابتية) là một ngôi làng ở tỉnh Homs ở miền trung Syria, ngay phía đông của Homs. Các địa phương gần đó bao gồm Fairouzeh ở phía tây, Sakrah ở phía bắc, al-Rayyan ở phía nam và Tell Zubaydah ở phía tây nam. Theo Cục Thống kê Trung ương (CBS), al-Thabitiyah có dân số 1.946 vào năm 2004. Cư dân của nó chủ yếu là người Hồi giáo Shia.